# Histoire du catholicisme au Japon
 (novembre 2024).
Si vous disposez d'ouvrages ou d'articles de référence ou si vous connaissez des sites web de qualité traitant du thème abordé ici, merci de compléter l'article en donnant les références utiles à sa vérifiabilité et en les liant à la section « Notes et références ».

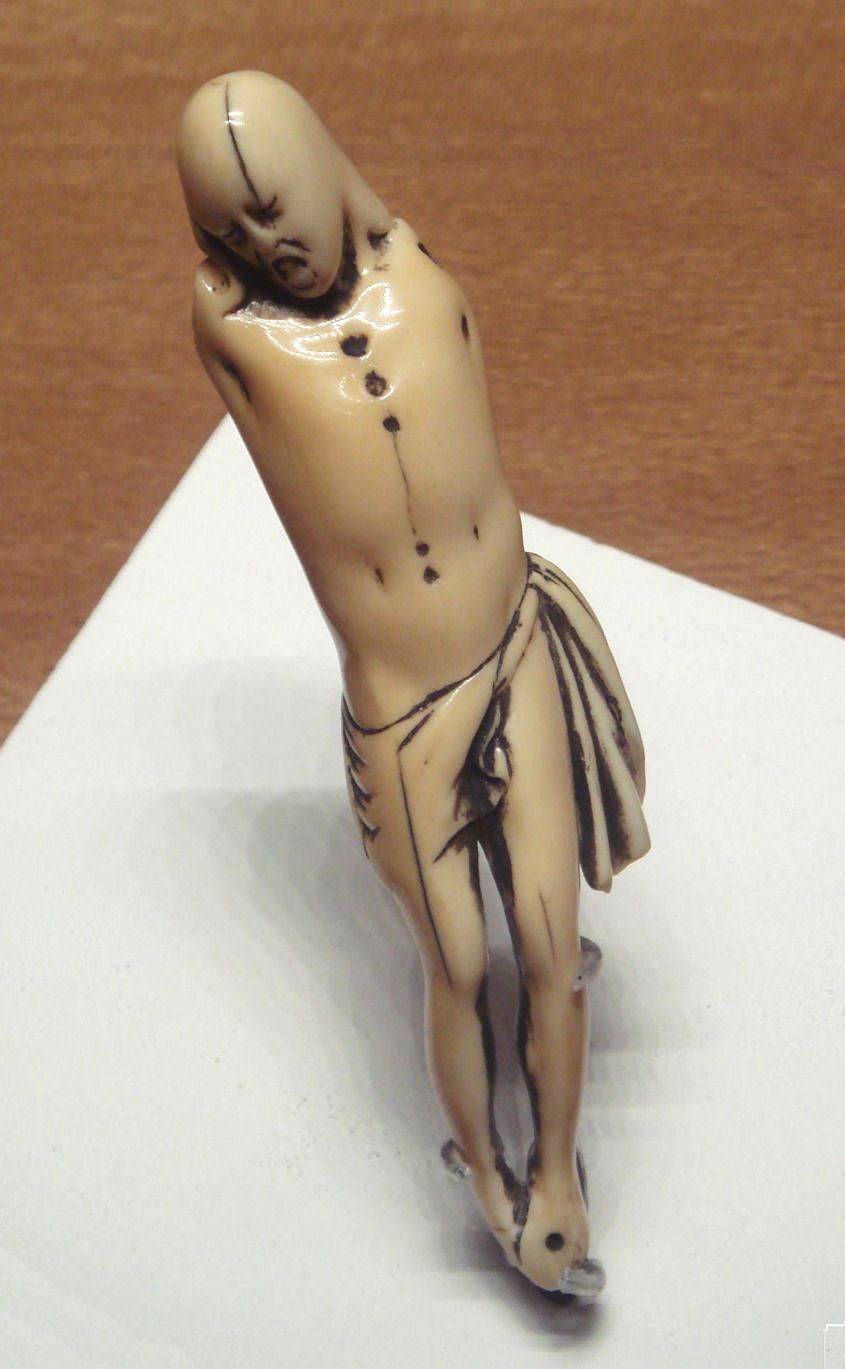
Statue en ivoire du Christ, XVII, Japon.

L’histoire du catholicisme au Japon débute en 1549 avec les activités missionnaires catholiques au Japon des Jésuites soutenus par le Portugal et des Ordres mendiants soutenus par les Espagnols lors de l'époque du commerce Nanban. Le christianisme est interdit en 1614, avant d'être de nouveau autorisé de facto avec la fin du Sakoku et l'ouverture forcée du Japon en 1854.

## Termes
« Christianisme » se dit en japonais Christ-kyo (キリスト教, kirisuto-kyo). Le mot Kirishitan (キリシタン, du portugais christão) est utilisé dans les textes japonais comme un terme historiographique qui désigne les chrétiens du Japon entre le XVIe et le XIXe siècles.

## Missions portugaises et espagnoles
Pour un article plus général, voir Missions catholiques aux XVIe et XVIIe siècles.

### Ligne de démarcation entre l’Espagne et le Portugal
Les activités missionnaires des ordres catholiques ont été initialement soutenues par les royaumes de la péninsule ibérique : l’Espagne et le Portugal. À cette époque, la religion faisait partie intégrante de l’État, et celui-ci profitait des différents avantages stratégiques qu’offrait l’évangélisation en plus du pur aspect spirituel. Lorsque ces pouvoirs essayèrent d’étendre leurs territoires d’influence, les missionnaires ne tardèrent pas à les suivre. Par le traité de Tordesillas, ils partagèrent le monde en zones exclusives d’influence, de commerce et de colonisation, puis se les répartirent. Bien qu’à l’époque aucune nation n’eût de contact direct avec le Japon, la nation tomba entre les mains des Portugais.
Le Portugal et l’Espagne se sont disputés l’attribution du Japon. Comme personne n’avait pu jusqu’alors le coloniser, le droit exclusif de répandre la foi au Japon ouvrait également le droit exclusif de commerce avec lui. Les Jésuites portugais prirent une avance sur les Espagnols dans l’évangélisation du Japon. Le fait accompli fut approuvé par le pape Grégoire XIII en 1575, qui décida que le Japon appartenait au diocèse portugais de Macao. En 1588 le diocèse de Funai (Ōita) fut fondé sous protection portugaise.

### Stratégie de diffusion

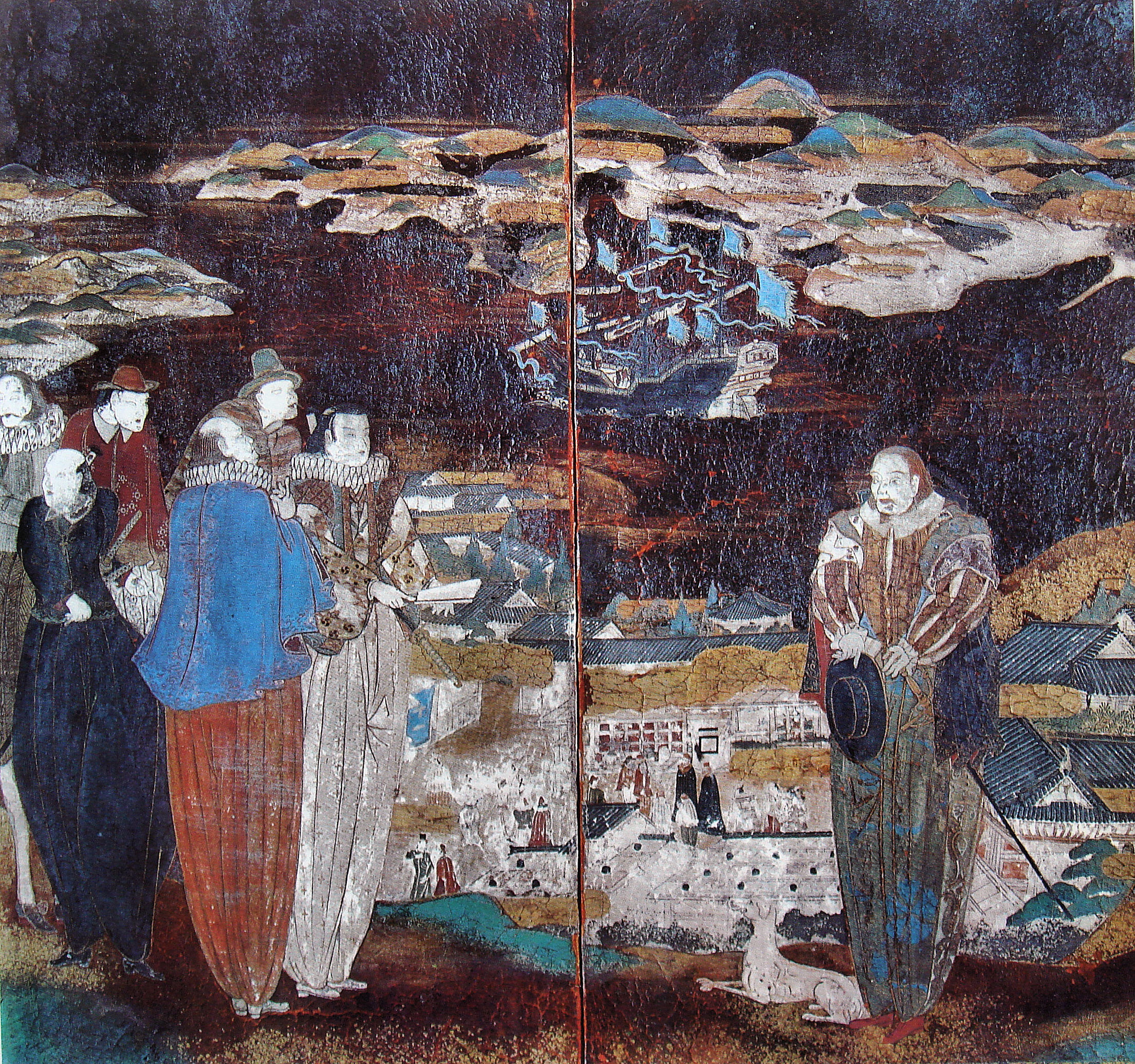
Chrétiens japonais en costume portugais, XVIe siècle-XVII, Japon.

Les Jésuites pensaient que la manière la plus efficace pour répandre le christianisme au Japon serait dans un premier temps de chercher à influencer les hommes de pouvoir pour ensuite diffuser la religion au reste de la population[réf. souhaitée]. Tout du moins, ils avaient besoin d’obtenir l’accord des autorités locales pour diffuser le christianisme sur leurs terres. Il est confirmé que lorsque les seigneurs féodaux se convertirent au christianisme, le nombre de croyants sur leurs domaines augmenta fortement.
Même si les Jésuites ont mis en avant des dirigeants comme Takayama Ukon et beaucoup d’autres martyrs, la grande majorité des chrétiens japonais abandonnèrent leur foi après les persécutions. Parmi ces martyrs, l'on trouve les 26 martyrs crucifiés en 1597 ou martyrs du Japon, les 205 martyrs béatifiés par le pape Pie IX tués entre 1617 et 1632 à Unzen dont le bienheureux Michel Nakashima, et les seize martyrs de Nagasaki tués entre 1633 et 1637.
Néanmoins, le christianisme proposait des concepts spirituels très « novateurs » pour la société japonaise[réf. nécessaire]. Du même coup, sa diffusion dut subir quelques adaptations en fonction des caractéristiques de la culture d'accueil; le modèle strictement portugais ou espagnol n'était pas aisément transposable[réf. à confirmer].

### Activités militaires
Les missionnaires n’étaient pas contre le fait de prendre part à une action militaire si celle-ci pouvait permettre de répandre la bonne parole au Japon. Ils ont souvent associé une action militaire contre le Japon à la conquête de la Chine. Ils pensaient que les soldats japonais, qui avaient une bonne expérience, aideraient leur pays à conquérir la Chine. Par exemple, Alessandro Valignano dit[citation nécessaire] au gouverneur des Philippines qu’il était impossible de conquérir le Japon car le peuple japonais était très courageux et qu’ils avaient toujours reçu un entraînement militaire, mais qu’il leur viendrait en aide lorsqu’ils voudraient conquérir la Chine. Francisco Cabral rapporta aussi au roi du Portugal que les prêtres pouvaient envoyer en Chine entre 2 000 et 3 000 soldats catholiques japonais qui étaient braves et prêts à servir le roi, même pour un faible salaire.
Les Jésuites fournirent une aide, y compris militaire, aux seigneurs chrétiens japonais quand ceux-ci étaient menacés par des seigneurs non catholiques. L’aide la plus importante fut celle apporté à Ōmura Sumitada et Arima Harunobu, qui combattirent le clan anti-catholique Ryūzōji. Dans les années 1580, Valignano croyait en l’efficacité des actions militaires et fortifia Nagasaki et Mogi. En 1585 Gaspar Coelho demanda aux Philippines d’envoyer une flotte, mais le plan fut rejeté en raison des trop faibles capacités militaires.
Lorsque Toyotomi Hideyoshi, décida pour la première fois d’interdire le catholicisme en 1587, les Jésuites du Japon, dirigés par Coelho décidèrent de planifier une résistance armée. En premier lieu, ils cherchèrent de l’aide auprès du pouvoir chrétien au Japon, mais le pouvoir refusa. Par la suite, ils appelèrent au déploiement de renforts en provenance de leurs terres d’origines et des colonies, mais ce plan fut aboli par Valignano. Comme les seigneurs chrétiens du Japon, celui-ci réalisa qu’une campagne militaire contre les autres autorités serait catastrophique pour le christianisme au Japon. Valignano se sortit de cette crise en faisant porter toute la responsabilité à Coelho. En 1590, les Jésuites décidèrent de ne plus intervenir dans les conflits qui opposaient les différents seigneurs et à renoncer aux armes. Leur contribution se limita à une aide financière et à un apport en vivres.
Il semble que les Jésuites abandonnèrent l’idée d’un plan militaire pendant l’époque d'Edo dès qu’ils se rendirent compte que le shogunat Tokugawa était plus puissant et plus stable que l’administration soutenue par Toyotomi Hideyoshi. Au contraire, les Ordres Mendiants discutaient plus ouvertement des options militaires. En 1615, un émissaire franciscain du vice-roi de Nouvelle Espagne demanda au Shogun des terres pour bâtir une forteresse espagnole, ce qui nourrit la suspicion autour du christianisme, et plus généralement sur le pouvoir colonial ibérique.
Aucune source n'appuie cependant cette théorie et l'on peut sincèrement croire en la gratuité de l'évangélisation du Japon par la Compagnie de Jésus qui se mettait au service des âmes avant d'être à celui des armes.

### Laissez-faire des dirigeants japonais
Arrivé sur l’Archipel en 1549, le prêtre jésuite François Xavier joue un rôle important dans l'introduction de cette religion. Son travail de missionnaire l’a conduit à Hirado, dans la préfecture de Nagasaki.
La première communauté chrétienne a été fondée sur l'île de Kyushu, la plus méridionale des quatre grandes îles qui composent l'archipel.
En 1605, un missionnaire chrétien estime à environ 700 000 le nombre de catholiques vivant au Japon.

## Fin des missions

### Premiers freins politiques
La situation changea quand Toyotomi Hideyoshi réunifia le Japon. Lorsqu’il devint le dirigeant du Japon, Hideyoshi commença à prendre conscience des menaces extérieures, en particulier l’expansion des pouvoirs européens en Asie. L’incident de San Felipe (ja) fut un tournant pour les missions catholiques. Alors qu’il tentait de récupérer son bateau, le capitaine espagnol d’un vaisseau de commerce perdu en mer demanda aux missionnaires de se préparer à la conquête du Japon. Cet appel enragea Hideyoshi, et le rendit suspicieux envers cette religion étrangère. Il essaya de freiner le christianisme tout en essayant de conserver de bonnes relations commerciales avec le Portugal et l’Espagne qui pourraient apporter une aide militaire aux seigneurs chrétiens de l’ouest du Japon. En 1587 il interdit aux dirigeants de se convertir au christianisme car il était conscient que si le loyalisme était menacé, cela pourrait mener au pouvoir de dangereux rebelles, comme la secte Ikkō-ikki. Dans le même temps, il plaça Nagasaki sous son contrôle direct pour pouvoir surveiller le commerce Portugais. Il abolit également l’esclavage qu’il remplaça par la servitude pour dettes.
Après la mort de Toyotomi Hideyoshi, Tokugawa Ieyasu assura l’hégémonie du Japon en 1600. Tout comme Toyotomi Hideyoshi, il désapprouvait les activités des chrétiens au Japon, mais il donna la priorité aux bonnes relations commerciales avec le Portugal et l’Espagne. En 1600 il garantit les relations commerciales avec le Portugal. Il négocia avec Manille pour instaurer des relations commerciales avec les Philippines. La promotion des relations commerciales était pourtant en contradiction avec ses politiques contre le christianisme. Dans le même temps, pour arracher aux mains des pays catholiques le contrôle du commerce avec le Japon, les commerçants britanniques et hollandais avisèrent le Shogunat que l’Espagne avait en effet des ambitions territoriales et que le développement de la religion était sa principale motivation. Les Hollandais et les Britanniques promirent au contraire qu’ils se limiteraient à des activités commerciales et qu’en aucun cas ils ne voulaient envoyer de missions au Japon.

### Interdiction et déclin du Christianisme pré-Meiji

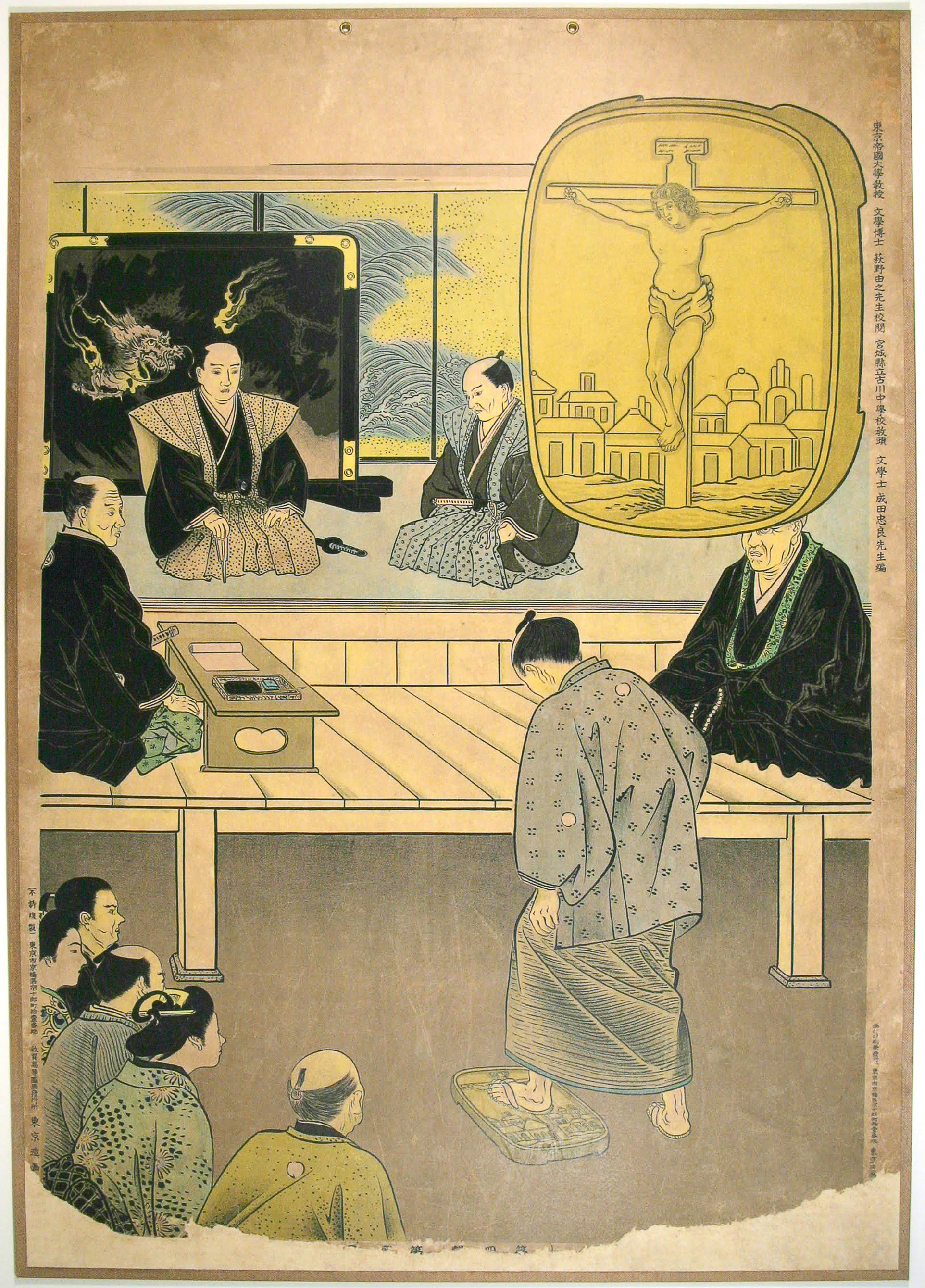
Fumi-e pour exposer les chrétiens par le shogunat Tokugawa

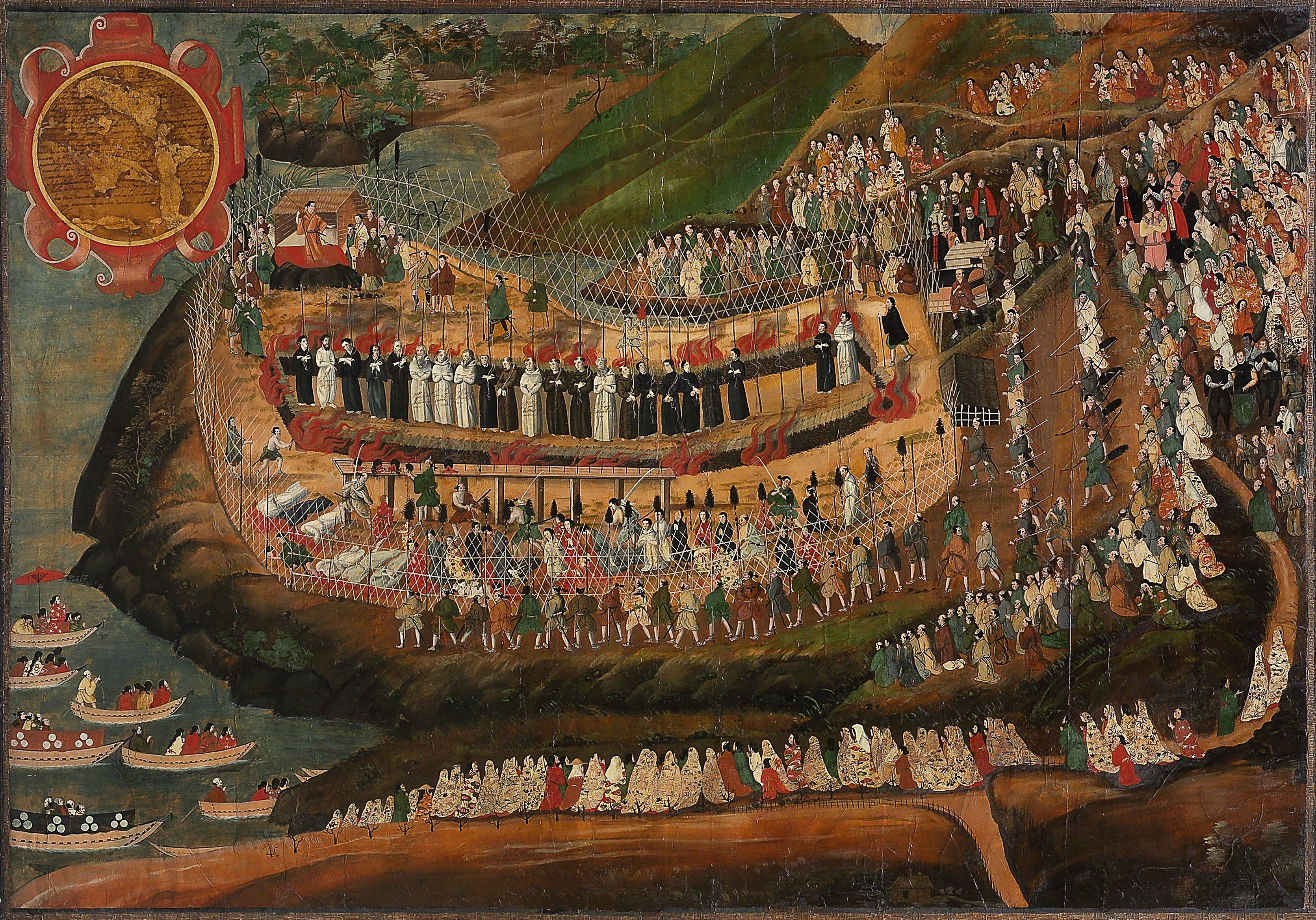
Martyrs chrétiens à Nagasaki, XVIe siècle-XVII.

Le shogunat Tokugawa décida finalement d’interdire le christianisme en 1614. Cette date marque la fin du christianisme officiel. La première raison qui poussa Tokugawa à interdire le christianisme est une affaire d’escroquerie impliquant un dirigeant catholique, mais en réalité, d’autres raisons se cachent derrière ce motif. Le shogunat ne dissimulait pas ses inquiétudes face à une possible invasion des pouvoirs ibériques comme ils l’avaient fait au Nouveau Monde et aux Philippines. Au niveau national, l’interdiction visait directement le clan Toyotomi, mais les Jésuites citent des « raisons d’État » pour expliquer l’interdiction du christianisme au Japon. Ils réalisèrent alors la supériorité du pouvoir politique sur la religion au Japon.
Le gouvernement japonais utilisait un fumi-e (ou e-fumi) pour identifier les chrétiens. Un e-fumi est une image représentant la Vierge Marie et le Christ, et qui devait être piétinée devant des représentants de l’autorité. Toutes les personnes qui refusaient de piétiner l’e-fumi étaient considérées comme chrétiennes. Par ailleurs, des figurines de Avalokiteśvara, appelée Kan'non (観音) au Japon, étaient également utilisées comme icônes chrétiennes lorsque entaillées d'une croix afin de représenter la Vierge Marie de manière discrète. La politique du gouvernement japonais (Edo) visait à leur faire renier leur foi. La torture pouvait en être un moyen. Le refus de renier sa foi pouvait entraîner des exécutions. Ainsi, sur le mont Unzen à Nagasaki, beaucoup sont jetés dans le cratère du volcan. Des scènes de supplice particulièrement atroces, comme à Nagasaki le "Grand Martyre" du 10 septembre 1622, jalonnent une période de persécutions intenses qui s’étend sur plus d'une quarantaine d'années.
La persecution des chrétiens japonais est illustrée par le film Silence (film, 2016) de Martin Scorsese, réalisé en partie d'après le livre du même titre de l'écrivain japonais Shūsaku Endō.
Dans le cadre de cette interdiction brutale du christianisme, un père jésuite missionnaire au Japon, Cristóvão Ferreira, fut arrêté, torturé, puis commit l'apostasie, s'inséra dans la société japonaise et écrivit ensuite un livre réputé de critique du christianisme, 'La supercherie dévoilée' (traduit et publié en France en 2013 ).
La révolte de Shimabara, menée par un jeune chrétien nommé Shirō Amakusa se déroula en 1637. La rébellion se révolta contre la crise économique qui sévissait et l’oppression du gouvernement, mais plus tard cette révolte prit un aspect plus religieux. Environ 27 000 personnes joignirent le soulèvement, mais il fut écrasé par le shogunat après une longue campagne. Ils ne sont pourtant pas considérés comme des martyrs par les chrétiens car ils prirent les armes également pour des raisons économiques.

## Chrétiens cachés jusqu'à la révolution Meiji
Les chrétiens qui continuèrent à pratiquer en secret sont appelés Kakure Kirishitan (隠れキリシタン, « chrétiens cachés »). Pendant ce temps en Europe, la guerre de Trente Ans opposant catholiques et protestants bat son plein, ce qui conduit les catholiques à réduire les fonds alloués aux Missions catholiques, ce qui pourrait aussi être une raison de l’échec des missions au Japon.

## Ouverture du Japon et renouveau du catholicisme

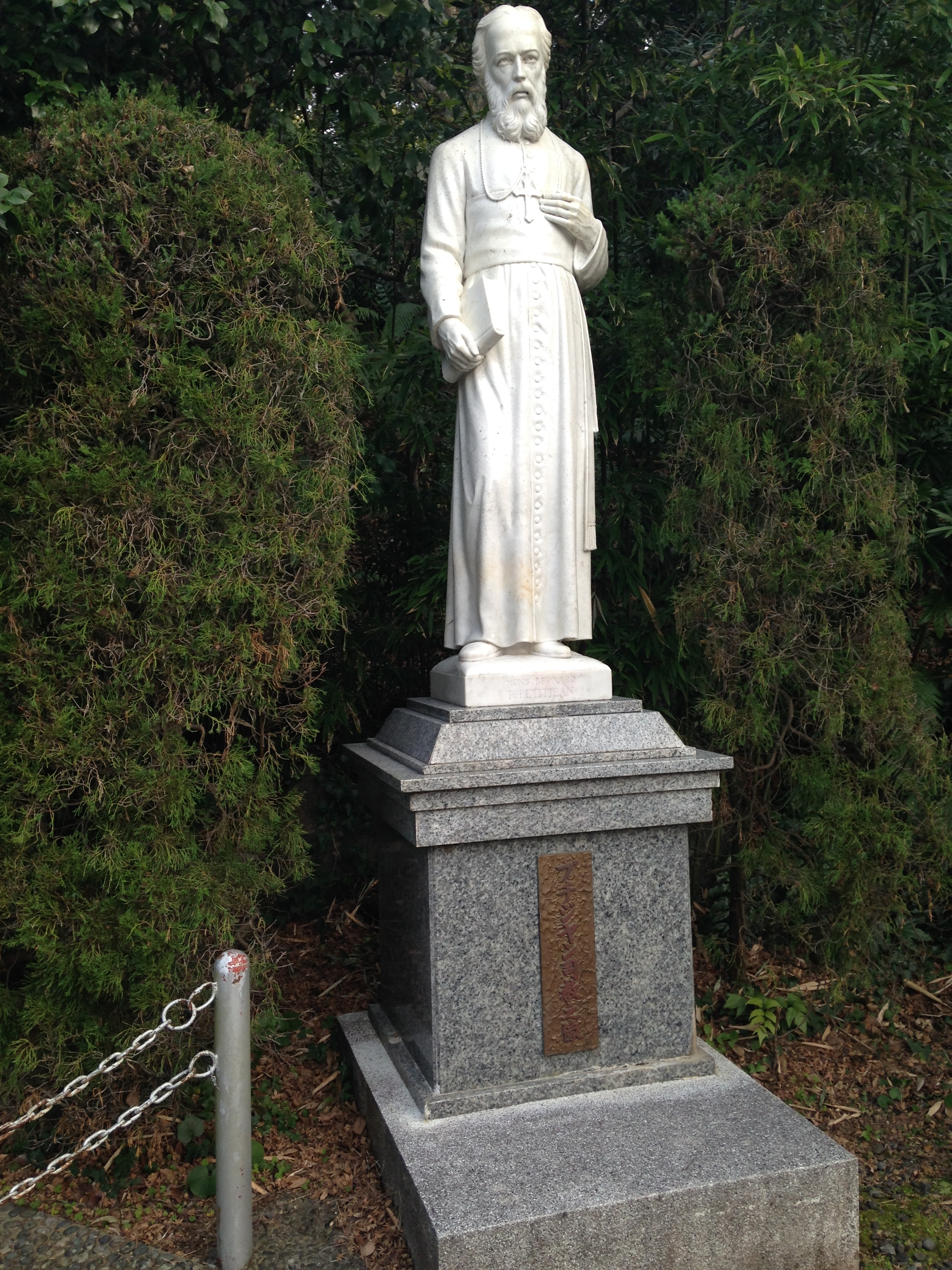
Statue de Mgr Petitjean dans le jardin de l'église des Vingt-Six-Martyrs.

La fin de la politique isolationniste japonaise (Sakoku) en 1853 forcée par Matthew Perry provoque l'arrivée de prêtres catholiques, mais aussi protestants et orthodoxes. Ainsi des prêtres des Missions étrangères de Paris s’établissent à Nagasaki. Bernard Petitjean y construit l'église d'Ōura en 1864, connue aujourd’hui comme l’église des martyrs du Japon.
En mars 1865, un an après la consécration de l’église, il reçoit la visite de fermiers d’Urakami qui, après avoir visité l’église, lui demandent : « Où se trouve la statue de la Sainte Mère Marie ? » Guidés auprès de la statue, les fermiers sont profondément émus et s’exclament : « Oh, l’image de la Sainte Marie ! Elle tient dans ses bras le Saint enfant Jésus ! ». Ils confient au prêtre médusé : « Nous avons la même foi que vous. ». Cet épisode de la découverte des crypto-chrétiens ouvre la voie au catholicisme moderne.